# Drapetis secunda
Drapetis secunda är en tvåvingeart som beskrevs av Smith 1969. Drapetis secunda ingår i släktet Drapetis och familjen puckeldansflugor. Inga underarter finns listade i Catalogue of Life.